# Parantica gloriola
Parantica gloriola är en fjärilsart som beskrevs av Butler 1866. Parantica gloriola ingår i släktet Parantica och familjen praktfjärilar. Inga underarter finns listade i Catalogue of Life.